# Comités de résistance soudanais
Les comités de résistance soudanais ( en arabe : لجنة المقاومة    ) ou comités de quartier constituent au Soudan un réseau informel d'organisations de base organisées par quartier. Les comités de quartier sont apparus en organisant des campagnes de désobéissance civile contre le gouvernement d'Omar el-Bechir en 2013, ils ont gagné en importance lors de la Révolution soudanaise de 2018-2019, durant celle-ci, ils ont joué un rôle moteur. Ils ne doivent pas être confondus avec les « comités populaires » officiels, les relais du régime d'Omar el-Bechir à l'échelon local.

## Création
En 2013, le Soudan connaît un mouvement de protestation contre la réduction des subventions au carburant et au gaz du gouvernement d'Omar el-Bechir est violemment réprimée par les forces de sécurité, causant la mort de 200 manifestants et en arrêtant 200 autres. En réponse, des comités de résistance ont été créés. À l'origine leur composition est modeste, réunissant des groupes de trois à cinq amis pour organiser des activités de désobéissance civile à petite échelle. Les comités ont développé un réseau informel au cours de la période 2013-2016.  
En 2016, les comités ont organisé une campagne de désobéissance civile de 3 jours, les médecins et les pharmaciens se sont mis en grève contre le coût des frais médicaux et "la détérioration de l'environnement médical". Cela a motivé les comités de résistance à développer leur organisation et leurs plans d'actions au niveau national. En 2017, les comités de résistance ont mené une campagne de graffitis et distribué des dizaines de milliers de brochures sur des problèmes comme l'accès à l'eau ou les saisies de terres par le gouvernement.  

## Structure
En mai 2019, les comités de résistance soudanais étaient organisés avec des antennes dans de nombreuses villes du Soudan et un conseil élu au niveau national. À l'été 2019, la structure globale était cependant restée celle d'un "réseau fluide et décentralisé de militants", résistant aux agences de renseignement soudanaises. L'autonomie des comités de quartier locaux et la coordination entre les zones géographiquement voisines ont été des facteurs de l'efficacité continue des comités, y compris lors de la coupure d'internet qui a suivi le massacre du 3 juin à Khartoum.  

### Profil démographique
Les personnes interrogées par le journal en ligne spécialisé sur le Moyen-Orient Middle East Eye soutiennent que les comités de résistance sont surtout populaires parmi les jeunes soudanais, qui ne se sentaient pas représentés par les groupes d'opposition politique officiels. Les comités auraient donné à ces jeunes "l'élan et l'inspiration nécessaires pour participer à la révolution et s'approprier leur propre destin et leur avenir".  

## Révolution soudanaise (2018-2019)
En décembre 2018, 30 comités de résistance actifs existent à Khartoum. Au début des manifestations de décembre 2018 qui conduisent à la Révolution soudanaise, des groupes inactifs se sont réactivés et ont rejoint le réseau. Le réseau a participé à collecter du papier, des pneus et des bombes aérosols pour des actions de désobéissance civile, des blocages de routes et de la propagande.  
Les Comités de résistance soudanais ont signé la « Charte pour la liberté et le changement » des Forces pour la liberté et le changement (Forces of Freedom and Change, FFC) de janvier 2019, qui appelait à la destitution du président Omar el-Bechir,.  
Pendant les manifestations, les comités de résistance ont établi une coordination souple avec l'Association des professionnels soudanais (تجمع المهنيين السودانيين, Sudanese Professionals Association, SPA) via des services de réseau social en ligne, tout en conservant leur autonomie. Le journal en ligne spécialisé sur le moyen-orient Middle East Eye a décrit les comités de résistance comme ayant été "essentiels pour [le] succès"  des manifestations de rue massives tenues le 30 juin 2019. Les marches du 30 juin, les premières grandes marches depuis le massacre de Khartoum le 3 juin, visaient, comme de nombreuses manifestations antérieures, à faire à nouveau pression sur le Conseil militaire de transition (CMT) pour transférer le pouvoir à une autorité civile. Plus tôt en juin, le CMT a attribué la responsabilité du blocage des routes par les comités de résistance à l'Alliance des forces pour la liberté et le changement, et a fait valoir que les actions étaient "contraires à la loi et aux normes et [constituaient] un crime complet contre les citoyens qui violaient leurs libertés et les empêchaient de mener leur vie normale."  
Après l'accord verbal du 5 juillet conclu entre l'Alliance des forces pour le liberté et le changement et le CMT, certains comités de résistance ont exprimé leur insatisfaction vis-à-vis de celui-ci. Waleed Omar, d'un des comités de résistance d' Omdourman, a déclaré que les comités "[n'avaient pas] été consultés et [n'avaient pas] été représentés". Il a déclaré que les comités préparaient de nouvelles manifestations.  
Un analyste politique du média Ayin network, interrogé par Middle East Eye, a décrit les comités de résistance comme "l'un des principaux acteurs de la dynamique politique du Soudan après la révolution" et souligne que les autres secteurs clés "essayaient d'éviter les positions radicales [des comités de résistance] vis-à-vis de la révolution".  

### Assassinats
Selon des militants interrogés par Radio Dabanga, Ammar El Dirdeiri, membre d'un comité de résistance du district de Fateh, et au moins trois autres membres important de comités de résistance ont été visés et délibérément tués par les Forces de soutien rapide et le Service national de renseignement et de sécurité lors de la répression des marches de protestation du 30 juin 2019,.  